# Handschrift 156
Handschrift 156 is een 15e-eeuws manuscript met Epistolae/Bernardus Claraevallensis, een collectie brieven die zijn geschreven door Bernardus Claraevallensis (Bernardus van Clairvaux). Het handschrift bevindt zich nu in de Universiteit Utrecht. Het is te citeren als: Universiteitsbibliotheek Utrecht Hs. 156 (3 D 8 fol.).

## De auteur
Bernardus van Clairvaux (1090-1153) was een belangrijke Franse abt die van groot belang was voor het benedictijner kloosterleven. Hij was de oprichter van de Cisterciënzer orde. Samen met Petrus Abélard wordt hij beschouwd als een van de grootste scholastici.  Na de  belegering van Edessa in 1144 was hij  een van de grootste pleitbezorgers van de Tweede Kruistocht  die het doel had om de steden in het Midden-Oosten weer voor de christenen te heroveren en christelijk gezag in het Heilige Land te herstellen.  Er zijn nog 547 brieven van Bernardus van Clairvaux bekend.  De meeste brieven waren gericht aan abten van andere kloosters, maar soms zijn ze ook geschreven aan ambassadeurs en pausen.  Dit manuscript bevat de tekst van 93 volledig gekopieerde brieven.

## Materiaal en opbouw
Het handschrift bevat nog een deels originele band van leer over houten platten (de voorkant is origineel maar de achterkant niet).  Het leer is blindgestempeld in een diamantpatroon van drie parallelle lijnen.
De tekst is geschreven op perkament van middelmatige kwaliteit: gaten zijn soms gehecht en kapotte hoeken zijn ongerepareerd gelaten. De katernen bestaan uit acht folia; de bladnummering binnen een katern is zichtbaar in de rechteronderhoek van de eerste folia van het katern (1a, 1b, etc.). Rechtsboven op de bladzijde staat een moderne paginering. Er staat ook een nummering naast de initialen, mogelijk om de brieven in een ander werk te documenteren.  Aan het eind van de eerste 13 katernen zijn rechtsonder de custoden nog zichtbaar.

## Het schrift
Er is nog een prikking in de boven- en ondermarge te zien die diende om de lijnen voor de kolommen te trekken. Het schrift is een ‘littera hybrida’.  De ‘bastarda’ ontstond in de vijftiende eeuw in de Bourgondische Nederlanden. Dit schrifttype wordt beschouwd als het meest ontwikkelde en calligrafische schrift uit de Late Middeleeuwen.
Initialen werden afwisselend in rood en blauw geschreven. Voorafgaand aan een nieuwe brief vermeldt een rubriek (in rood geschreven tekst) aan wie de navolgende brief gericht was. Een ‘explicit’ aan het slot van de tekst is ook in rood geschreven.

## Bibliografie

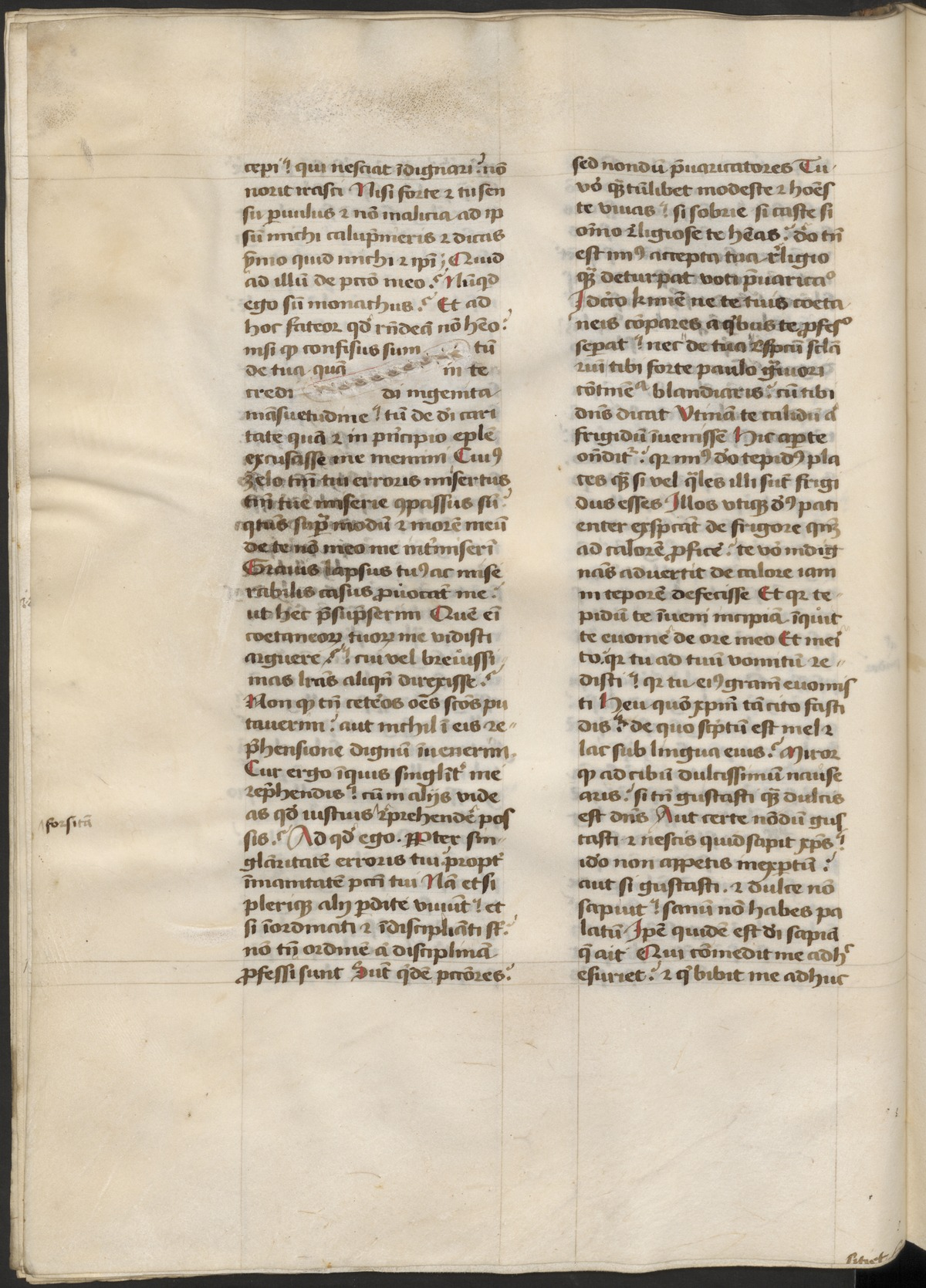
Folio 8 v. Op deze pagina is een scheur te zien, die is hersteld door het perkament samen te naaien. In de rechter benedenhoek zien we de sorteerformule (eerste woord van het volgende katern).

## Herkomst
In het handschrift zelf zijn geen aanwijzing te vinden over de kopiist of wanneer hij dit schreef, maar op het aan het voorste boekplat bevestigde schutblad staat dat het handschrift is samengesteld in de vijftiende eeuw en dat het toebehoorde aan de Kartuizer Orde in Utrecht: ‘Pertinet ad Carthusienses prope Traiectum inferius’. Dit valt ook te lezen op het tweede schutblad bovenaan en op fol. 1r. Deze vermelding verwijst naar het Kartuizer klooster Nieuwlicht, ook wel bekend als Nova Lux. Dit klooster werd gesticht in 1391 door edelman Zweder van Gaesbeek. Tot 1583 bleef het klooster in gebruik. De uitgebreide kloosterbibliotheek is nu voor een groot deel opgenomen in de Universiteitsbibliotheek Utrecht. Een stempel rechts van de bezittersnotitie van het Utrechtse Kartuizerklooster meldt dat het boek heeft toebehoord aan de Academie in Utrecht.

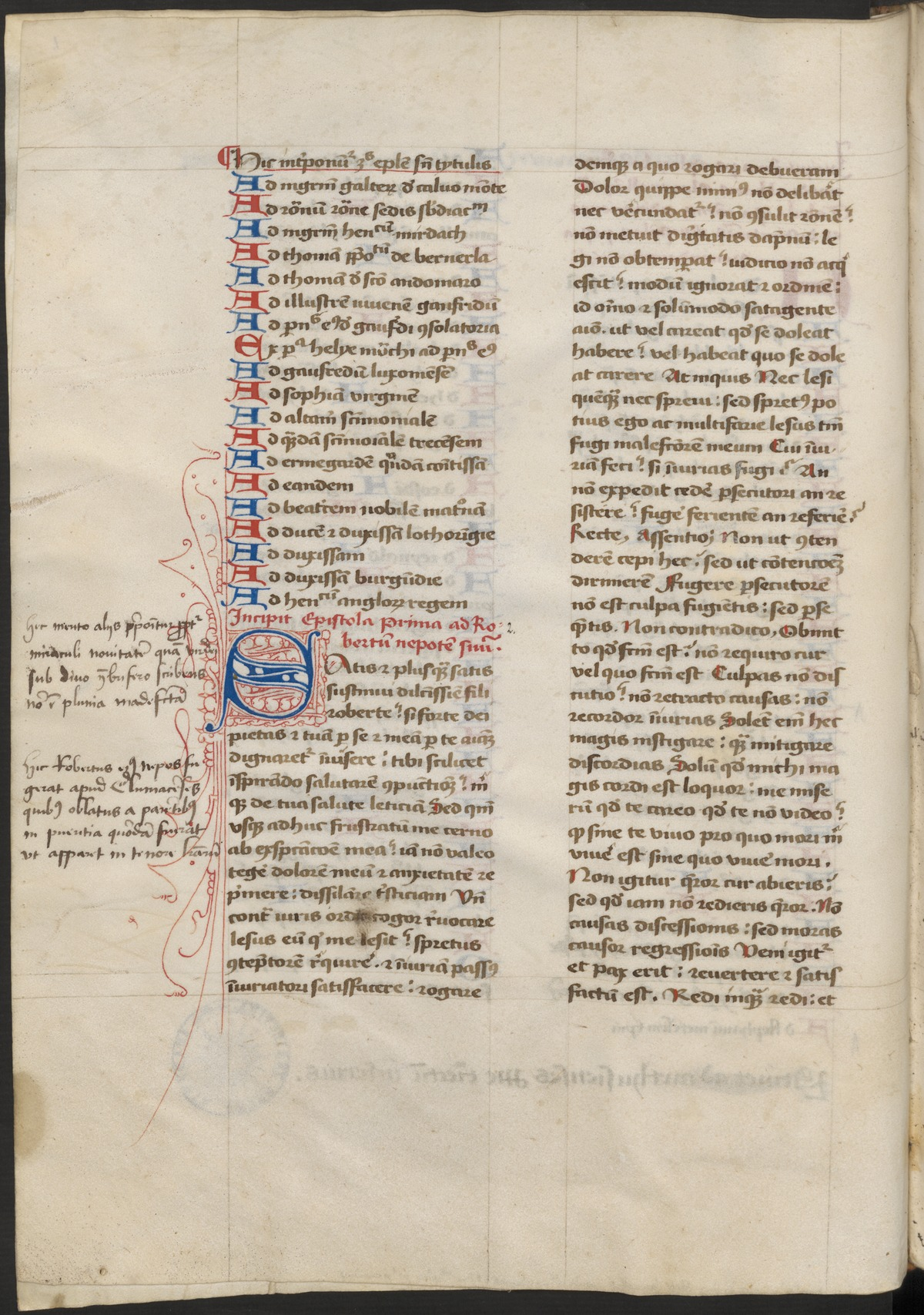
Folio 1 v. Bevat de grootste artistieke illustratie en de belangrijkste invoeging of correctie in het hele manuscript. Ingezoomd kan men de afdrukken van het prikken en uitlijnen zien.